# Валла (Библия)
Валла, Билха, Бала (ивр. בִּלְהָה‎, робость, скромность) — персонаж Книги Бытия, служанка Рахили, наложница Иакова, которая родила ему двух сыновей, Дана и Неффалима (Быт. 30:3—5, 35:25).
Завещание Неффалима сообщает, что отец Валлы и Зелфы Руфей был взят в плен и освобождён Лаваном, отцом Рахили и Лии, который дал ему служанку Евнан в жёны, которая была матерью Валлы и Зелфы.
Талмудические источники, с другой стороны, утверждают, что Валла и Зелфа были также дочерьми Лавана, через его наложниц, что делает их единокровными сёстрами Рахили и Лии.
Раввин Леви Гинцберг сообщал, что пока Рахиль была жива, Иаков держал в своём шатре её ложе. Когда Рахиль умерла, Иаков перенёс туда ложе Валлы. Однако Рувим, старший сын Лии, чувствуя, что этот шаг пренебрегает его матерью, поставил ложе Лии в шатре Иакова, вместо ложа Валлы.
Согласно Книге Бытия, Рувим совершил с Валлой грех прелюбодеяния и был за это лишён своим отцом права первородства (Быт. 35:22, 49:3, 4).
Валла считается похороненной в Гробнице праматерей в Тверии.

## В популярной культуре
Идея наложниц раскрывается в «Рассказе служанки» Маргарет Этвуд. В романах «Красный шатёр» Аниты Диамант и «Рахиль и Лия» Орсона Скотта Карда Валла и Зелфа — единокровные сёстры Лии и Рахили от разных матерей, следуя талмудической традиции.